# ترس تفاضلي

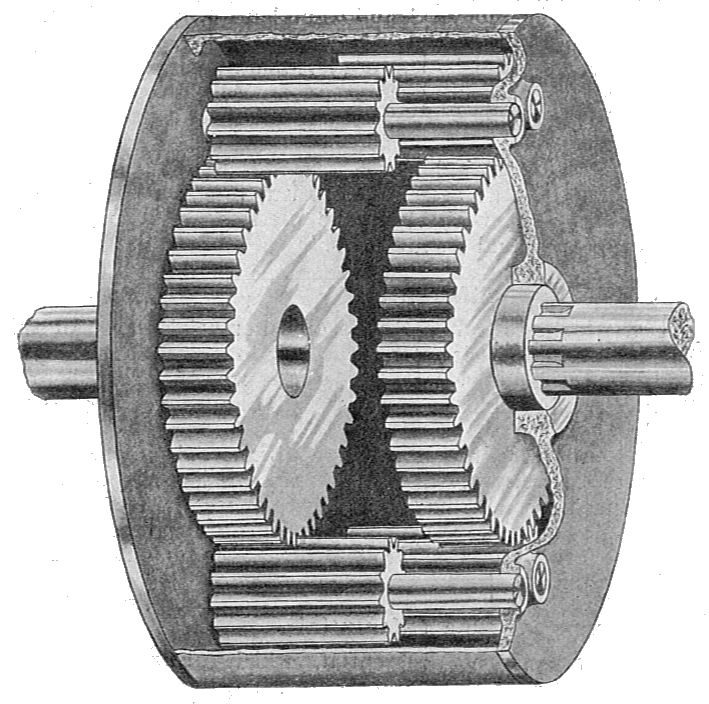
صورة نموذجية لترس السرعة العادي

الترس التفاضلي (بالإنجليزية: Differential)‏، هو نظام تروس يتكون من ثلاثة أعمدة دفع، ويتميز بخاصية أن السرعة الدورانية لأحد الأعمدة هي المتوسط الحسابي لسرعات العمودين الآخرين. يُستخدم الترس التفاضلي بشكل شائع في المركبات، حيث يسمح للعجلات الموجودة على طرفي محور القيادة بالدوران بسرعات مختلفة أثناء الانعطاف. تشمل الاستخدامات الأخرى الساعات وأجهزة الكمبيوتر التناظرية. يمكن أن يوفر الترس التفاضلي أيضًا نسبة تروس بين عمود الإدخال وعمود الإخراج (تُعرف باسم "نسبة المحور" أو "نسبة الترس التفاضلي"). على سبيل المثال، توفر العديد من التروس التفاضلية في المركبات تخفيضًا في التروس من خلال وجود عدد أسنان أقل في الترس الصغير (البنيون) مقارنة بالترس الكبير (الترس الحلقي).

## نظرة عامة

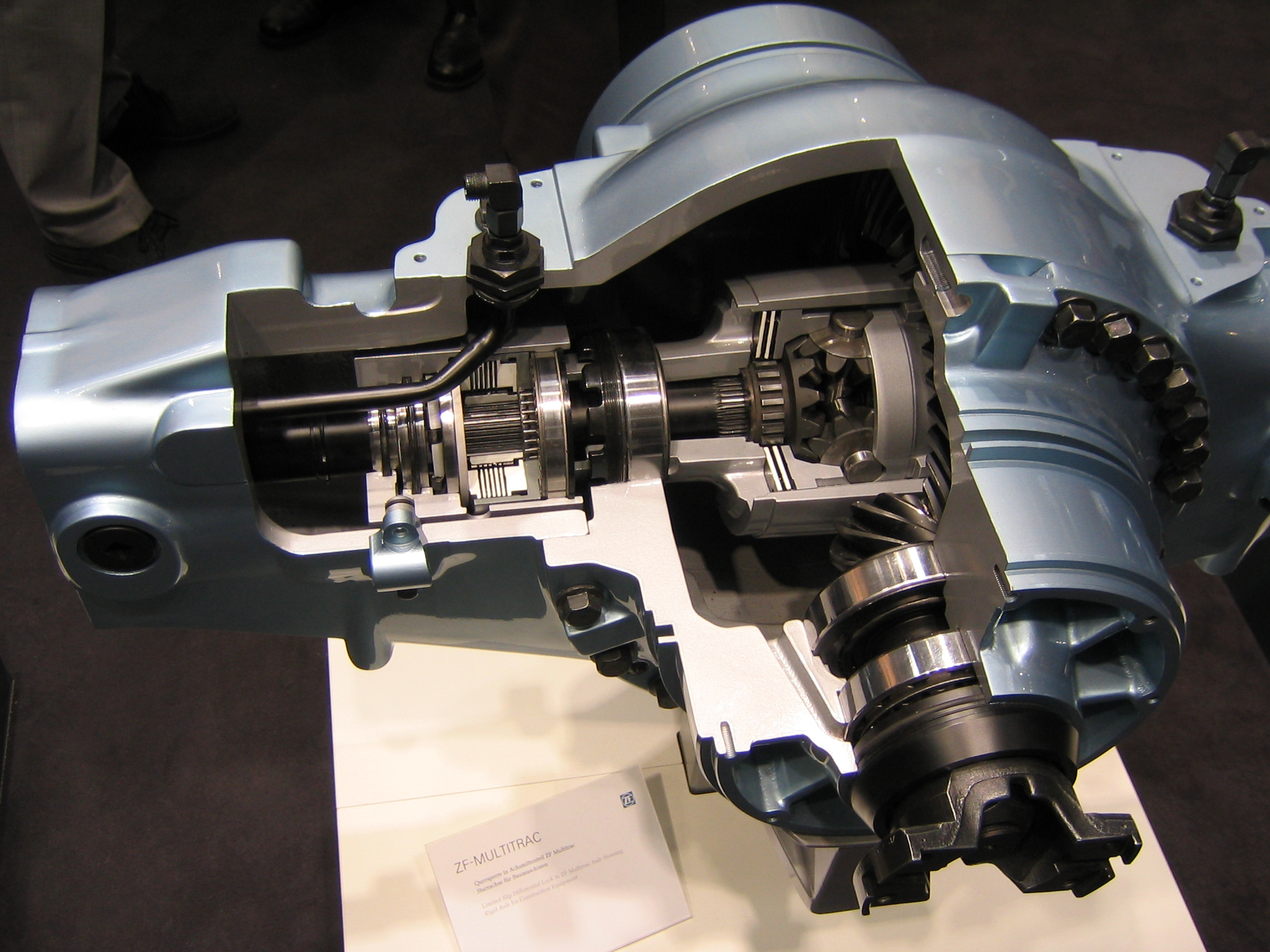
ترس تفاضلي يدخل عمود القيادة من الأمام ويعمل بالمحاور المدفوعة إلى اليسار واليمين.

في السيارات والمركبات ذات العجلات، يسمح الترس التفاضلي لعجلة الدفع الخارجية بالدوران بشكل أسرع من عجلة الدفع الداخلية أثناء الدوران. يعد ذلك ضروريًا عند دوران السيارة، مما يجعل العجلة التي تتحرك حول منحنى الدوران تدور أبعد وأسرع من الأخرى. يساوي متوسط سرعة الدوران لعجلتي القيادة سرعة دوران المدخلات لعمود القيادة. تتم موازنة الزيادة في سرعة عجلة واحدة بانخفاض سرعة عجلة أخرى.
عند استخدامها بهذه الطريقة، يقوم الزوج التفاضلي بإزاحة عمود دفع المدخلات الطولي إلى الترس الصغير، والذي بدوره يحرك الترس الدائري العرضي . يعمل هذا أيضًا عادةً كتقليب تروس. في سيارات الدفع الخلفي، قد يتصل الترس التفاضلي بنصف مهاوي داخل مركز المحور، أو أعمدة الدفع التي تتصل بعجلات القيادة الخلفية.
تميل سيارات الدفع بالعجلات الأمامية إلى أن يكون العمود المرفقي للمحرك وأعمدة علبة التروس مستعرضة، ومع ترس صغير في نهاية العمود الرئيسي لعلبة التروس والترس المغلق في نفس المكان مثل علبة التروس. هناك أعمدة قيادة فردية لكل عجلة. يتكون الترس من إدخال واحد (عمود القيادة) ومخرجين، متصلين بعجلتي الدفع ؛ لكن دوران عجلات القيادة يقترن ببعضهما البعض .
في الظروف العادية، مع انزلاق الإطار الصغير، يتم تحديد نسبة سرعات عجلتي القيادة بنسبة نصف قطر المسارات التي تدور العجلتان حولها، والتي يتم تحديدها بدورها من خلال عرض مسار السيارة (المسافة بين عجلات القيادة) ونصف قطر الدوران.
تشمل الاستخدامات غير الآلية للفروق (التروس) أداء الحساب التناظري. اثنان من المهاوي التفاضلية الثلاثة مصنوعان للتدوير من خلال الزوايا التي تمثل (تتناسب مع) رقمين، وتمثل زاوية دوران العمود الثالث مجموع أو اختلاف رقمي الإدخال.
أول استخدام معروف للتروس التفاضلية هو في آلية أنتيكيثيرا ، حوالي 80 قبل الميلاد، والتي استخدمت ترسًا تفاضليًا للتحكم في كرة صغيرة تمثل القمر للتفريق بين مؤشرات الشمس وموضع القمر. تم رسم الكرة باللونين الأسود والأبيض في نصفي الكرة الأرضية، وأظهرت بشكل بياني مرحلة القمر في نقطة معينة من الزمن.
تم إجراء ساعة معادلة استخدمت تفاضلًا للإضافة في عام 1720. وفي القرن العشرين، تم استخدام تجمعات كبيرة من العديد من التفاضلات كجهاز كمبيوتر تمثيلي، بحساب، على سبيل المثال، الاتجاه الذي يجب أن يتم فيه توجيه البندقية. ومع ذلك، فقد جعل تطوير الحواسيب الرقمية الإلكترونية هذه الاستخدامات للفروق بدائية «عفا عليها الزمن». قد تظل الاستخدامات العسكرية موجودة، على سبيل المثال، لجهاز كمبيوتر افتراضي مصمم من أجل تحمل نبضة كهرومغناطيسية.
عمليا يتم استخدام جميع الفروق التي يتم إجراؤها الآن في السيارات والمركبات المماثلة بما في ذلك المركبات على الطرق الوعرة مثل مركبات الدفع الرباعي.

## التاريخ
كانت هناك العديد من المطالب باختراع الترس التفاضلي، ولكن من الممكن أنه كان معروفًا، على الأقل في بعض الأماكن، في العصور القديمة. تشمل المعالم التاريخية المؤكدة للتفاضليات ما يلي:
- عام 100 ق.م - 70 ق.م: تم تأريخ آلية أنتيكيثيرا لهذه الفترة. وتم اكتشافها في عام 1902 على حطام سفينة من قبل الغواصين الإسفنج، وتشير الأبحاث الحديثة إلى أنه استخدم ترسًا تفاضليًا لتحديد الزاوية بين مواقع الكسوف للشمس والقمر، وبالتالي مراحل تحرك القمر.
- عام 1720: جوزيف ويليامسون يستخدم ترسًا تفاضليًا في ساعته في فرنسا لاستخدامها في عربة بخارية.
- عام 1832: ريتشارد روبرتس يستخرج براءات الاختراع في إنجلترا لما يسمى «معدات التعويض» ، وهو يستخدم لقاطرات الطرق .
- عام 1874: افلينغ و بورتر يصنعان قاطرة رافعة مزودة بمعداتها التفاضلية مع براءات الاختراع لمحرك المحور الخلفي.
- عام 1876: جيمس ستارلي يخترع محرك تفاضلي سلسلي (سلاسل : زنجير) لاستخدامه في الدراجات ؛ تم استخدام الاختراع لاحقًا على السيارات من قبل كارل بنز .
- عام 1987: تم أول استخدام للتفاضليات على سيارة بخارية أسترالية بواسطة ديفيد شيرر ، كبديل عن الجمع بين القوابض والتروس.